# Lois Lammerhuber

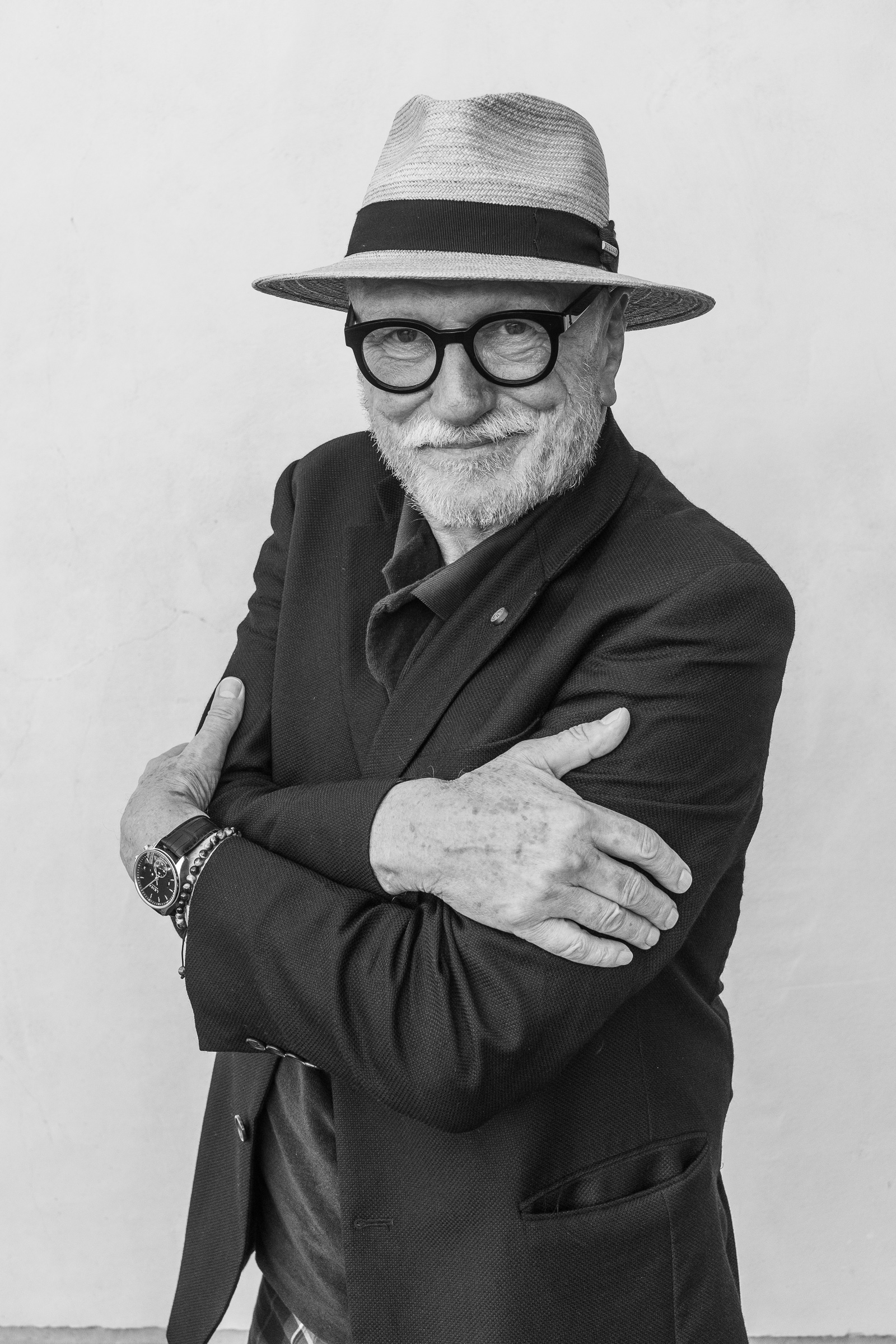
Lois Lammerhuber (2022)

Lois Lammerhuber (* 1952 in St. Peter in der Au) ist ein österreichischer Fotograf, Autor, Kurator und Ausstellungsmacher.

## Leben

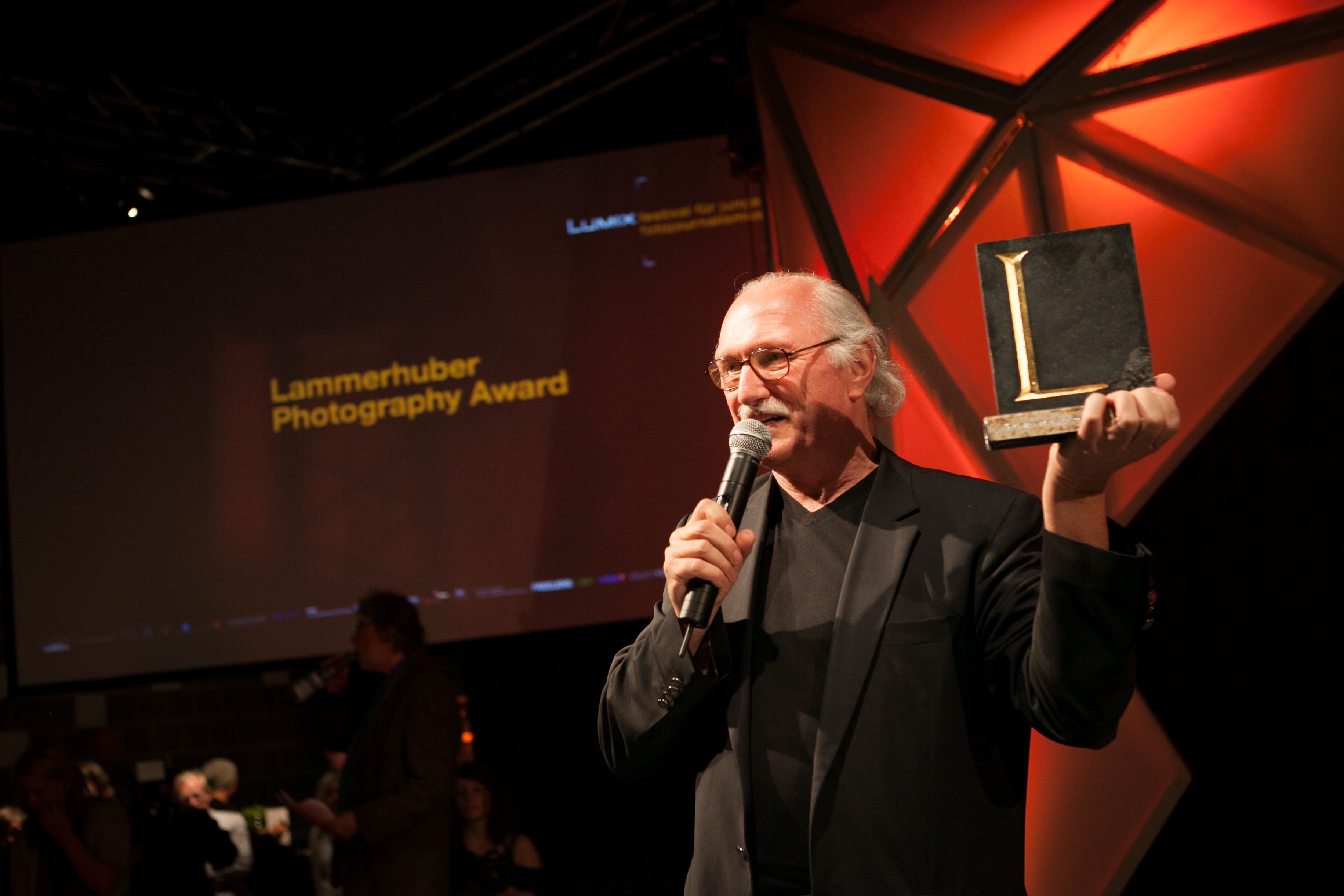
Lois Lammerhuber (2012)

Lois Lammerhuber arbeitete bis 1978 als Programmierer. Er bereiste dann bis 1980 die Panamericana von Alaska bis Tierra del Fuego. In dieser Reise wandte er sich das erste Mal der Fotografie zu.
1984 begann die Zusammenarbeit mit der Zeitschrift GEO. 10 Jahre später war Lammerhuber für den Österreich-Teil des Magazins GEO redaktionell und fotografisch verantwortlich.
Mit seiner Frau Silvia Lammerhuber gründete er 1996 den Verlag Edition Lammerhuber mit Sitz in Baden. Für Radiosendungen und Magazine, beispielsweise auf OE1 für Neue Literatur aus Österreich oder bei BR2 die Sendung Unterwegs verfasste er viele Jahre Texte.
Im Jahr 2011 wurde als Geschenk der Republik Österreich der UNESCO-Generaldirektorin Irina Bokova das Foto-Kunst-Buch-Projekt „Art for Peace“, produziert von Lammerhuber, überreicht. 2012 stiftete Lois Lammerhuber den „Lammerhuber Photography Award“, einen Förderpreis für junge Talente im Fotojournalismus, welcher für die beste Foto-Reportage im Rahmen des Lumix Festivals in Hannover verliehen wird. Lammerhuber verpflichtete sich, den Preis für die nächsten 20 Jahre zu finanzieren.
Seit dem Jahr 2018 kuratiert er den österreichischen Teil der Ausstellung Festival La Gacilly-Baden Photo in Baden.

## Bücher (Auswahl)
- Silvia und Lois Lammerhuber: Mutter Teresa. Brandstätter Verlag, Wien 1995, ISBN 3-85447-607-8.
- Niederösterreich. … das weite Land. Druckhaus Grasl, Bad Vöslau 1995.
- Museum of Islamic Art. Prestel Verlag, 2008, ISBN 978-3-7913-3933-7.
- Le Louvre Nu – Sculptures. Edition Lammerhuber, Baden 2009, ISBN 978-3-901753-12-1.
- Hallstatt 7000. Edition Lammerhuber, Baden 2010, ISBN 978-3-901753-21-3.
- Museé du Louvre: Chaussures peintes | Painted shoes | Calzados pintados | Gemalte Schuhe. Edition Lammerhuber, Baden 2011, ISBN 978-3-901753-23-7.
- [E]MOTION – Wiener Staatsballett Backstage. Edition Lammerhuber, Baden 2012, ISBN 978-3-901753-52-7.
- Lisl Steiner, Vivian Winther, Lois Lammerhuber und Lisl Steiner (Fotografie): Lisl Baby: ich bin die Scheherazade der Fotografie. Edition Lammerhuber, Baden 2015, ISBN 978-3-901753-98-5.
  - Brigitte Scott (Übersetzung und Lektorat): Lisl Baby: I am the Scheherazade of photography. Edition Lammerhuber, Baden 2015, ISBN 978-3-901753-98-5.
- Eva Stundner, Lois Lammerhuber: "Schau, was ich schon kann!" – Portfolio im Kindergarten, den einzigartigen Lernwegen der Kinder auf der Spur. Edition Lammerhuber, Baden 2014, ISBN 978-3-901753-75-6.
- Genesis – Wiener Staatsoper – Don Pasquale. Edition Lammerhuber, Baden 2016, ISBN 978-3-903101-05-0.
- mit Evelyn Schlag: Die schönste Landschaft der Welt. Edition Lammerhuber, Baden 2016, ISBN 978-3-903101-21-0.
- mit Alex Jakubowski: Don Rosa „I still get chills.“ Edition Lammerhuber, Baden 2017, ISBN 978-3-903101-25-8.
- Christian Thielemann – Dirigieren I Conducting. Edition Lammerhuber, Baden 2019, ISBN 978-3-903101-09-8.

## Ausstellungen und Kuratierungen (Auswahl)
- Gesamtkunstwerk Wiener Staatsoper, Rosphoto, St. Petersburg, 2020[4]
- I eat, drink, breath and ream photography – 24 hours a day, Central European House Of Photography, Bratislava, 2020[4]
- Gesamtkunstwerk Wiener Staatsoper, Russian National Museum of Music, Moskau, 2021[4]
- On Stage, STP Galerie, Greifswald, 2021[4]

## Ehrungen und Auszeichnungen
- Österreichisches Ehrenkreuz für Wissenschaft und Kunst I. Klasse, 2014[5]
- Großes Ehrenzeichen für Verdienste um das Land Niederösterreich, 2017[6]
- Goldenes Ehrenzeichen für Verdienste um das Land Wien, 2017[7]
- Anerkennungspreis der Stadtgemeinde Baden in der Kategorie Darstellende Kunst und Medienkunst, 2017
- Maecenas 2018, 2019 für das „Festival La Gacilly-Baden Photo“
- „Korrespondierendes Mitglied“ der Deutschen Gesellschaft für Photographie
- zahlreiche Auszeichnungen als Fotoreporter und Herausgeber.[1]